# Saulo Pessato
Saulo Eudes Pessato Ferreira conhecido como  Saulo Pessto (1 de dezembro de 1977,
Brasília) é professor e poeta.

## Biografia
Saulo Pessato, nasceu em 01 de dezembro de 1977, Brasília é Graduado em letras, português e inglês pela Pontifícia Universidade Católica de Campinas, ministrou aulas de português e literatura em colégios de Campinas e região, período em que escreveu duas peças de teatro infanto-juvenis: "Farsa dos Retidos" e "O Substituto de Mofeu".
Em 2011, trabalhou como autor de material didático digital como roteirista de jogos e aplicativos educacionais para o grupo SEB-COC.

## Obras
- Poesia  Reclamada - No Jardim das Borboleta, Cartase, 2016;
- Verso Entre Virilhas, Crivo Editorial, 2018;
- Diálogos de Olhos, Chiado Editora, 2020;
- Laranja com papaia, Crivo Editoria, 2020;
- Aglomerados, Qualis Editora, 2020;
- [R]Existir - Antologia Poetrix, Scortecci Editora, 2022.